# Barlangvilág

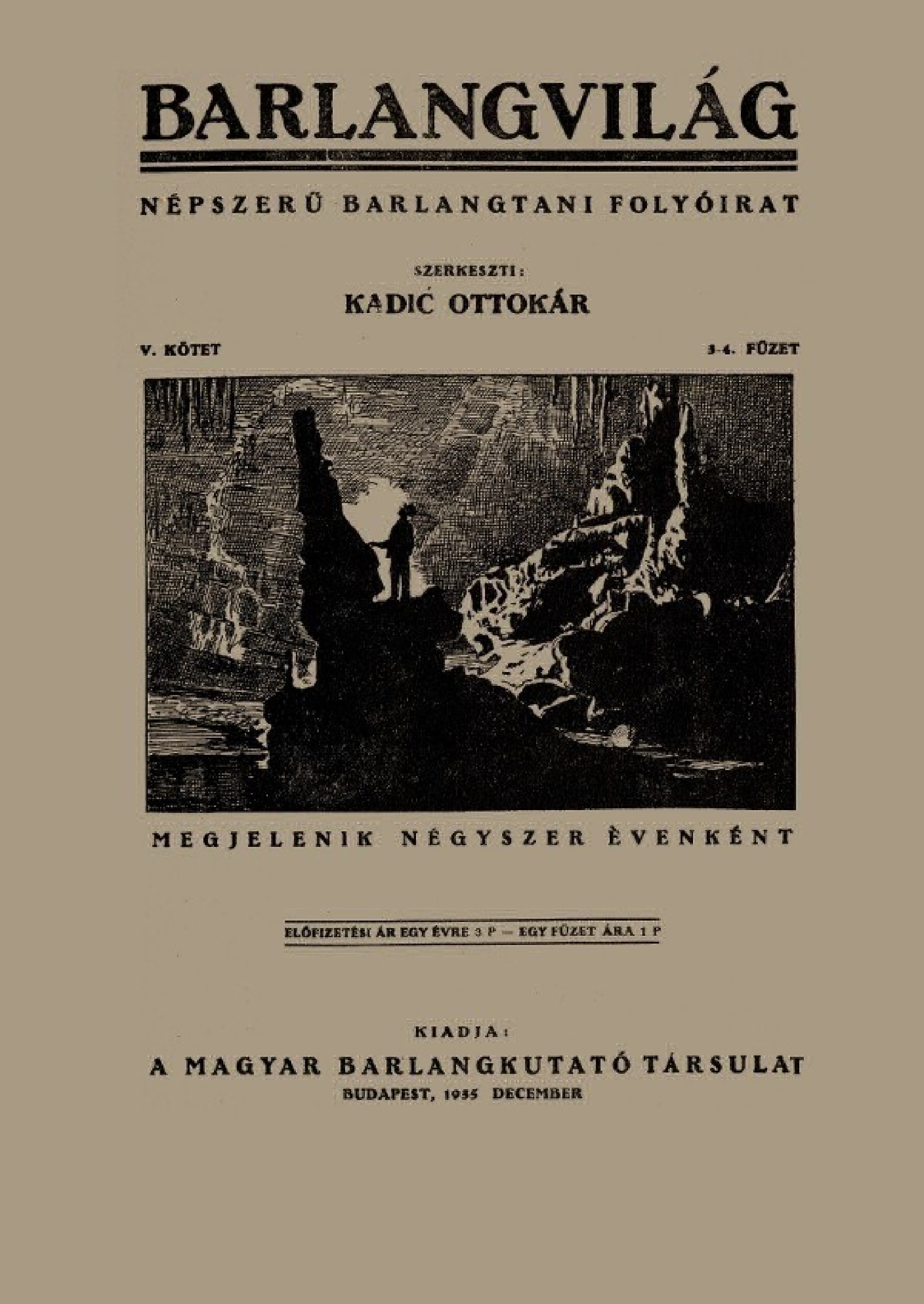
Egy 1935-ös borító, amelyik Balogh Rudolf fényképének a felhasználásával készült

A Barlangvilág az 1926-ban alakult önálló Magyar Barlangkutató Társulat lapja volt, a már hagyományokkal rendelkező Barlangkutatás mellett. A kiadvány célja nem a tudományos szakcikkek publikálása volt, hanem az ismeretterjesztő írások közzététele – tehát a barlangkutatás népszerűsítése. Hazánk barlangjainak jelentőségére, a feltárások, a tudományos vizsgálatok szükségességére kívánta az érdeklődők figyelmét felhívni. Az akkori jellemzése szerint, népszerű barlangtani folyóirat volt.

## Adatok
A periodikát Kadić Ottokár szerkesztette. A Barlangvilágból 13 évfolyam jelent meg, 27 füzetben és 908 oldal terjedelemben, fotókkal és térképekkel. 1938-tól német nyelvű kivonatokat is közölt. Az utolsó száma 1943 decemberében lett kiadva. Évente négy szám megjelenését tervezték. Az összes füzet elérhető elektronikus formában is.
Alább a megjelent kötetek és a füzeteik főbb adatai láthatók.
- I. kötet – 1–4. füzet (1926)
- II. kötet – 1–2., 3–4. füzet (1932)
- III. kötet – 1., 2., 3–4. füzet (1933)
- IV. kötet – 1., 2., 3–4. füzet (1934)
- V. kötet – 1–2., 3–4. füzet (1935)
- VI. kötet – 1–2., 3–4. füzet (1936)
- VII. kötet – 1–2., 3–4. füzet (1937)
- VIII. kötet – 1–2., 3–4. füzet (1938)
- IX. kötet – 1–2., 3., 4. füzet (1939)
- X. kötet – 1–2., 3–4. füzet (1940)
- XI. kötet – 1–4. füzet (1941)
- XII. kötet – 1–2., 3–4. füzet (1942)
- XIII. kötet – 1–2., 3–4. füzet (1943)

## Elérhetőségei
- A Magyar Karszt- és Barlangkutató Társulat honlapja
- EPA
- Természetvédelem.hu